# Virgen de la Calle (Palencia)
La Virgen de la Calle es una advocación mariana venerada en la iglesia de la Compañía de Palencia (Castilla y León), ciudad de la que es patrona. La Iglesia católica celebra su fiesta el 2 de febrero.
Venerada desde antiguo bajo la advocación de la Virgen de las Candelas en una antigua ermita del mismo nombre, gozando de cofradía de gloria. Se trata de una imagen de autor anónimo, realizada en el siglo XV en madera policromada, con una altura sin peana de 41 centímetros.
Fue proclamada patrona de la ciudad de Palencia mediante un breve de Pío XII en 1947, mismo año en el que se erigió su cofradía, y fue coronada canónicamente en el año 1952 por el obispo de la ciudad.
El templo en el que se venera en la actualidad es la iglesia de la Compañía, llamada así por haber pertenecido a la Compañía de Jesús, aunque también es conocida por la advocación de la Virgen, que recibe culto en ella desde 1767, cuando los jesuitas fueron expulsados de España y la iglesia fue reutilizada como parroquia-santuario de la imagen. Hasta ese momento, la imagen había recibido culto en la iglesia de san Bernardo, que fue primero ermita y luego iglesia de un monasterio femenino, de monjas carmelitas y cistercienses. Santa Teresa de Jesús fue la fundadora del primer monasterio y alude a la Virgen de la Calle en varios de sus escritos.